# Мустафа, Иса
Иса Мустафа (алб. Isa Mustafa; род. 15 мая 1951, Приштина, Социалистический автономный край Косово, СФРЮ) — косовский политик албанского происхождения, лидер Демократической лиги Косова (ДЛК) и мэр Приштины с декабря 2007 по декабрь 2013. 9 декабря 2014 он был избран премьер-министром частично признанной Республики Косово, на основе правящей коалиции между Демократической партии Косова (ДПК) и Демократической лиги Косова.

## Биография

### Молодость
Он окончил начальную и среднюю школу в Приштине, а позже — факультет экономики Университета Приштины, где он также получил степень PhD. В 1974 году он начал свою профессиональную работу, в качестве исследователя в Университете Приштины.

### Политическая карьера
Иса Мустафа начал свою политическую карьеру в 1980, когда он стал главой муниципального правительства Приштины, с 1984 по 1988 Иса Мустафа был министром в правительстве Рахмана Морины (бывший косовский политик).
После начала распада Югославии Мустафа стал министром экономики и финансов Правительства Республики Косово в изгнании во главе с Буяром Букоши. В течение этого времени на него был выдан ордер на арест в рамках Югославии, который не стал международным, что делает возможным его работу в Западной Европе. Мустафа не требует политического убежища, потому что он мог вернуться в Косово в любое время, если это необходимо.
Когда в 1999 закончилась Война в Косове, он вернулся домой, но вернулся в политику только в 2006 году в качестве старшего политического советника тогдашнего президента Косова Фатмира Сейдиу.
В декабре 2007 года он стал мэром Приштины на местных выборах, победив вице-президента Демократической партии Косова (ДПК) и одного из бывших командиров Армии освобождения Косова (АОК) Фатмира Лимая. Он стал мэром Приштины второй раз, в ноябре 2009 года.
7 ноября 2010 он стал лидером Демократической лиги Косова, победив Фатмира Сейдиу на партийных выборах (235—124 голосов).

### Личная жизнь
Иса Мустафа женат и имеет троих детей, двух сыновей и дочь.